# Општина Ватра Молдовицеј (Сучава)
Ватра Молдовицеј (рум. Vatra Moldoviţei) општина је у Румунији у округу Сучава.
Oпштина се налази на надморској висини од 720 m.